# رسم خرائط الجريمة

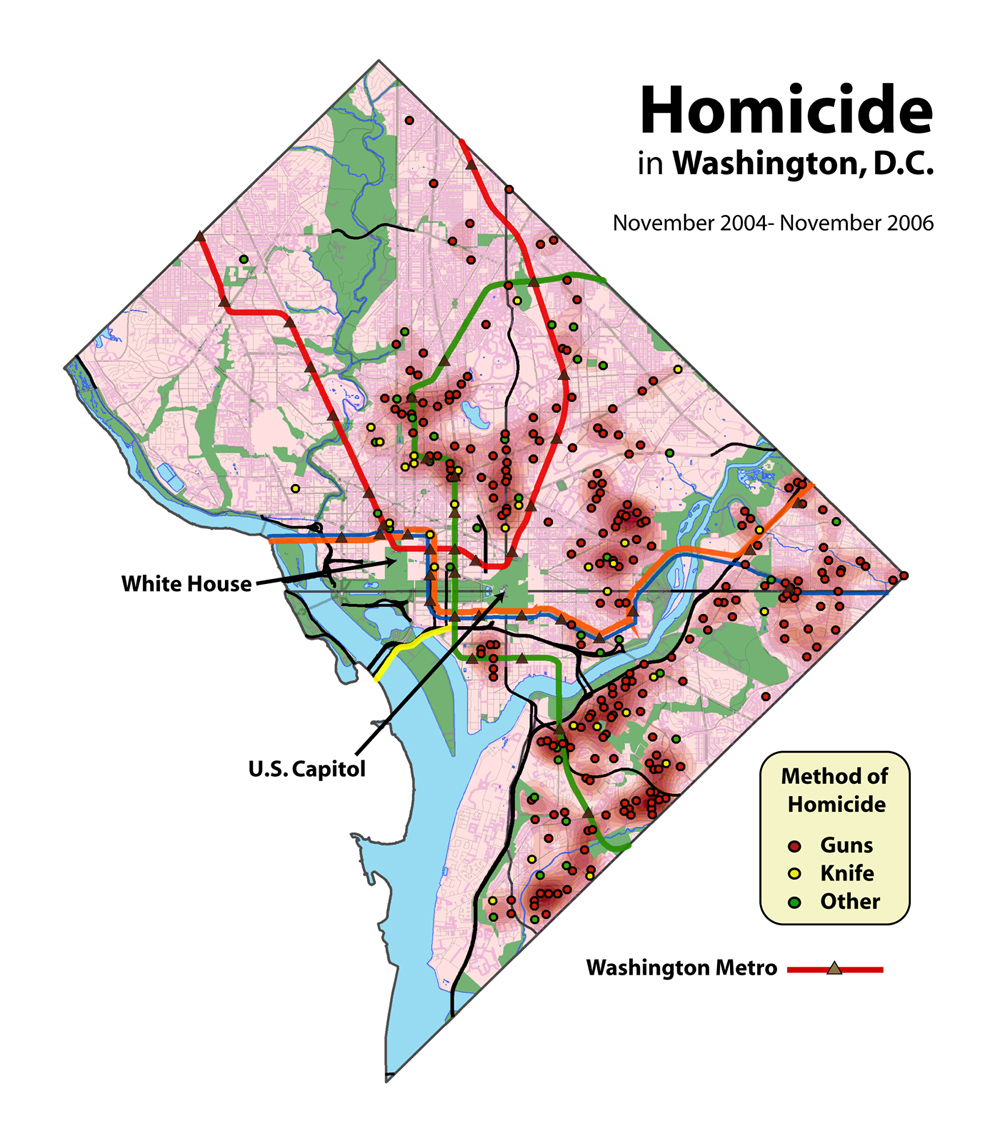
رسم خرائط جرائم القتل في واشنطن العاصمة

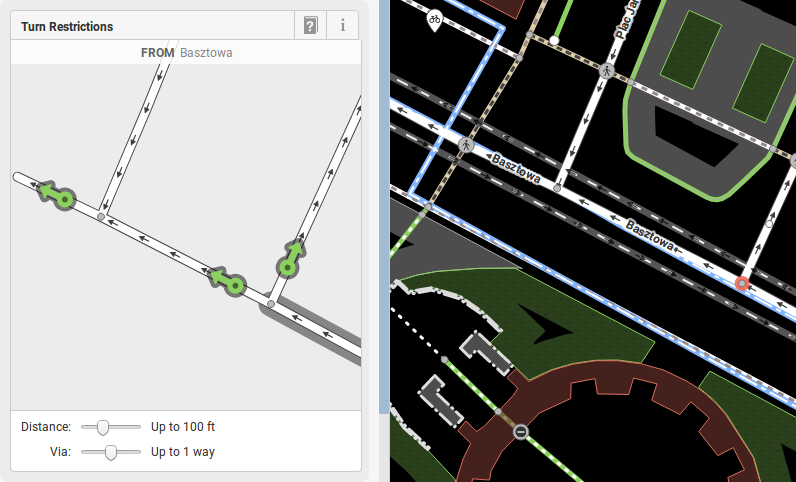

رسم خرائط الجريمة أو الجريمة أو خَطّ الجريمة أو مسح الجريمة يستخدمه المحللون في وكالة تطبيق القانون لرسم خرائط أنماط مراحل وقوع
الجريمة وتصورها وتحليلها، وماهية الجريمة وأين وقعت. وهو مكون رئيسي لتحليل الجريمة واستراتيجية الإحصائيات الحاسوبية (ببرنامج CompStat) الشرطية. رسم خرائط الجريمة باستخدام أنظمة المعلومات الجغرافية (GIS) يتيح لمحللي الجريمة بتحديد بؤر الجريمة، إلى جانب الاتجاهات والأنماط الأخرى.
رسم خرائط الجريمة تخصص فرعي حديث من علم الجغرافيا مع استخدام التقنيات الجغرافية الحديثة لتحليل الجريمة.

## ملخص
باستخدام نظم المعلومات الجغرافية GIS، يمكن لمحللي الجريمة إضافة ومطابقة مجموعات البيانات الأخرى مثل التركيبة السكانية والتعداد، ومواقع متاجر الرهان، والمدارس إلخ.، لفهم الأسباب الدافعة للجريمة بشكل أفضل ومساعدة مسؤولي تطبيق القانون في وضع استراتيجيات للتعامل مع المشكلة. نظام المعلومات الجغرافية GIS مفيد أيضًا لعمليات تطبيق القانون، مثل تخصيص ضباط الشرطة والإيفاد إلى حالات الطوارئ . 
تشمل النظريات الأساسية التي تساعد في تفسير السلوك المكاني للمجرمين (سلوكه في المكان) علم الجريمة البيئي الذي ابتكرته باتريشيا وبول برانتنغهام في الثمانينيات، ونظرية النشاط الروتيني التي طورها لورانس كوهين وماركوس فيلسون ونشرت عام 1979م، ونظرية الاختيار العقلاني، التي طورها رونالد ف.كلارك وديريك كورنيش ونُشرت عام 1986م. في السنوات الأخيرة أدرج رسم خرائط الجريمة وتحليلها تقنيات تحليل البيانات المكانية spatial data التي تضيف دقة إحصائية وتعالج القيود المتأصلة في البيانات المكانية، بما في ذلك الارتباط التلقائي المكاني والتغاير المكاني. يساعد تحليل البيانات المكانية المرء على تحليل بيانات الجريمة وفهم أفضل لسبب حدوث الجريمة وليس مكان حدوثها فقط.
بدأ البحث العلمي في رسم خرائط الجريمة بالحاسوب في عام 1986م عندما قام المعهد الوطني للعدالة (NIJ) بتمويل مشروع في قسم شرطة شيكاغو لاستكشاف رسم خرائط

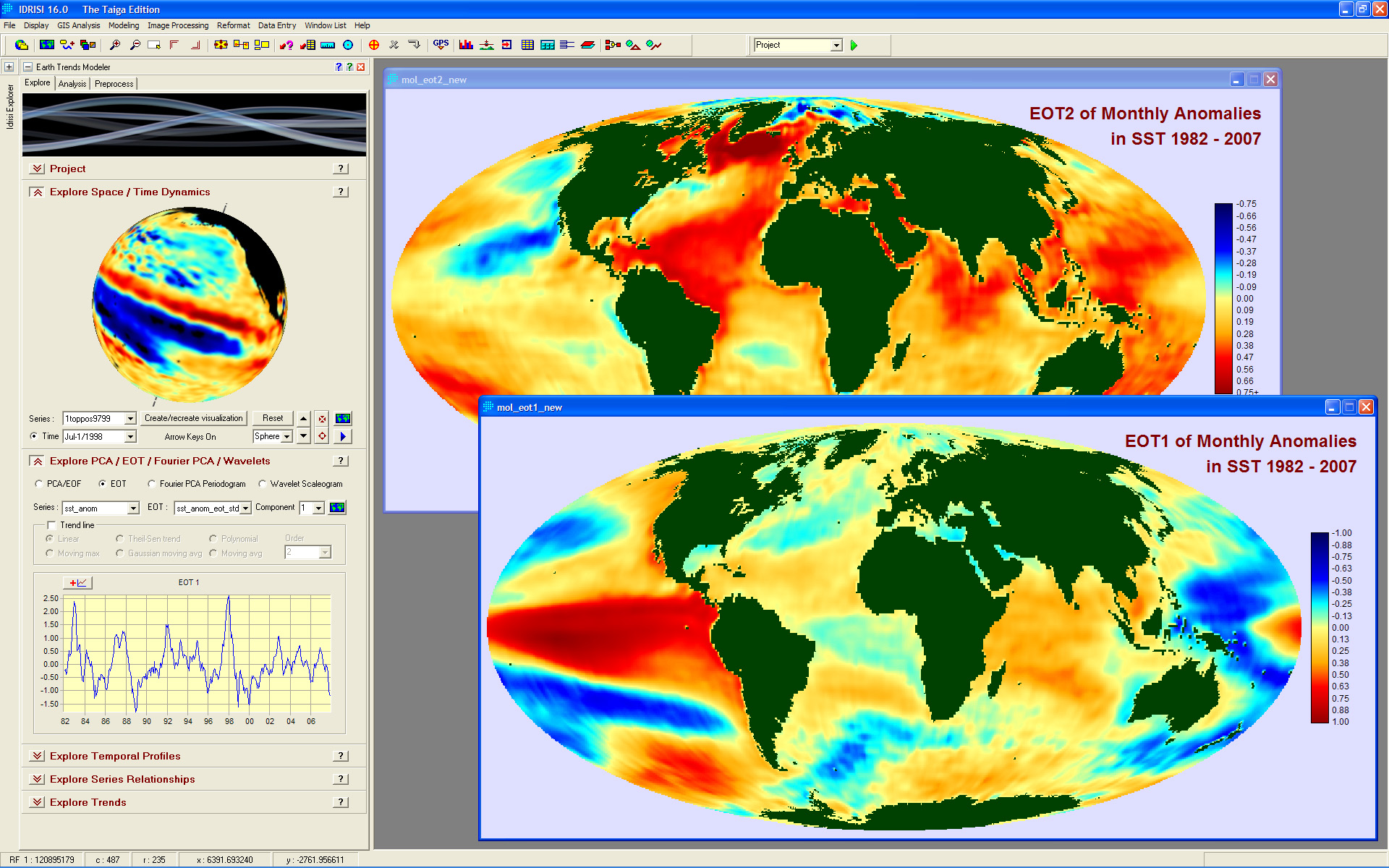

الجريمة كعامل مساعد لشرطة المجتمع. نفذ قسمُ شرطة شيكاغو المشروعَ بالاشتراك مع تحالف شيكاغو لسلامة الجوار وجامعة إلينوي في شيكاغو وجامعة نورث وسترن، كما ورد في كتاب Mapping Crime in its Community Setting: Event Geography Analysis. دفع نجاح هذا المشروع المعهد الوطني للعدالة NIJ لبدء برنامج تحليل سوق الأدوية (بالاختصار المناسب D-MAP) في خمس مدن، وأدت الأساليب التي طورتها هذه الجهود إلى انتشار رسم خرائط الجريمة في جميع أنحاء الولايات المتحدة وأماكنٍ أخرى، بما في ذلك برنامج الإحصائيات الحاسوبية CompStat بقسم شرطة مدينة نيويورك.

## التطبيقات
يستخدم محللو الجرائم رسم خرائط الجريمة والتحليل لمساعدة إدارة تطبيق القانون (مثل قائد الشرطة) في اتخاذ قرارات أفضل، واستهداف الموارد، وصياغة الاستراتيجيات، وكذلك للتحليل التكتيكي (مثل التنبؤ بالجرائم، والتنميط الجغرافي). تقوم مدينة نيويورك بذلك من خلال نهج الإحصائيات الحاسوبية CompStat، على الرغم من أن طريقة التفكير هذه تتعامل بشكل

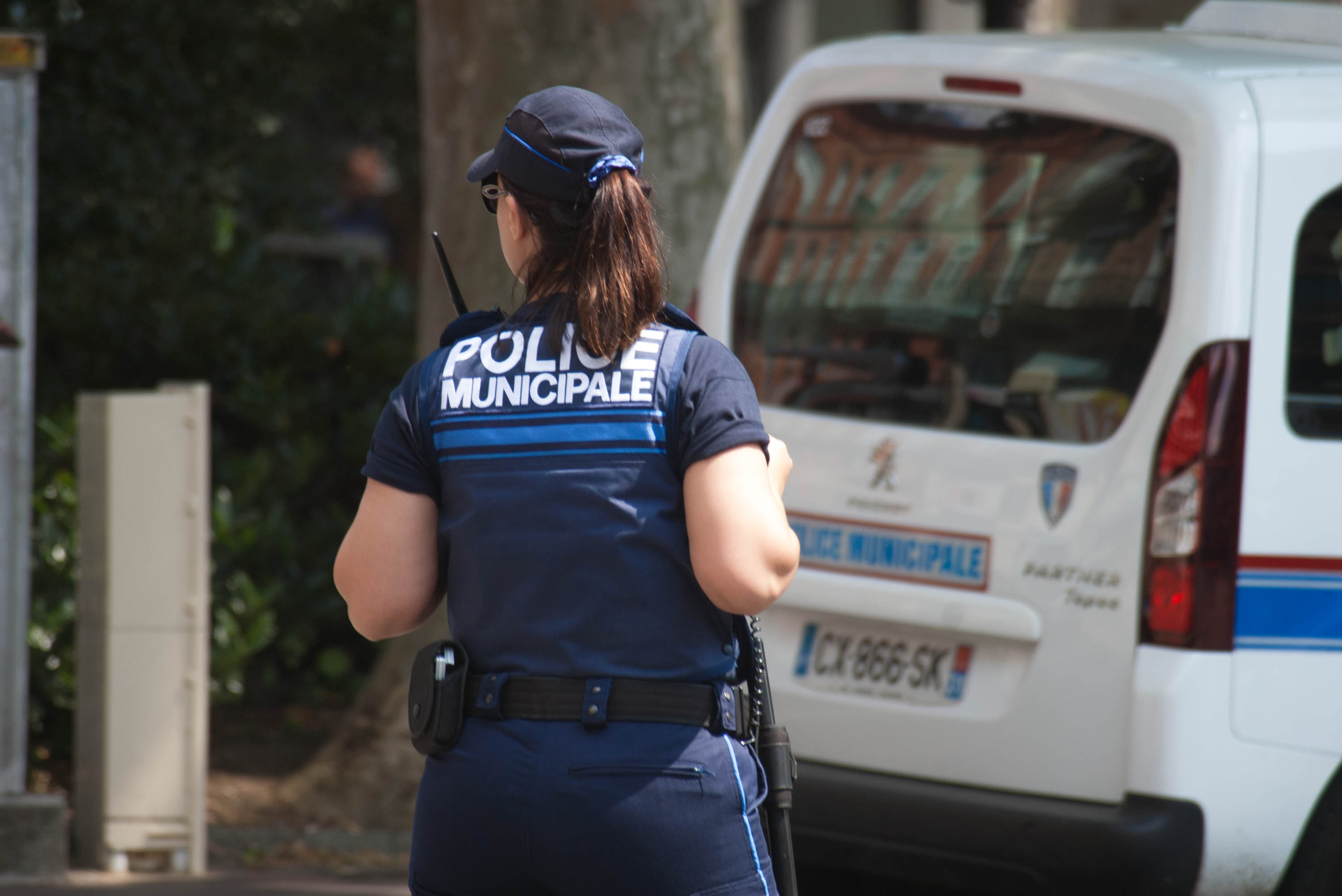

أكبر مع المدى القصير. هناك منهجيات أخرى ذات صلة بمصطلحات تشمل الشرطة المعتمدة على المعلومات، والشرطة المعتمدة علي الاستخبارات، و الشرطة الموجهة نحو المشكلات، والشرطة المجتمعية. يعمل محللو الجريمة في بعض وكالات تطبيق القانون في مناصب مدنية، بينما في وكالات أخرى محللو الجريمة هم ضباط محلفون.
من منظور البحث العلمي والسياسة فإنه تُستخدم خرائط الجريمة لفهم أنماط السجن والعودة إلى الإجرام (الإنتكاس)، والمساعدة في تحديد الموارد والبرامج، وتقييم برامج منع الجريمة أو الحد منها (على سبيل المثال. مشروع الأحياء الآمنة والأعشاب والبذور وكما هو مقترح في إصلاح النوافذ المكسورة )، والمزيد من فهم أسباب الجريمة.
إن ازدهار تقنيات شبكة الإنترنت ولا سيما تقنيات نظام المعلومات الجغرافية (GIS) الشبكية (Web based / online)، يفتح فرصًا جديدة لاستخدام مسح (رسم خرائط) الجريمة لدعم منع الجريمة. تشير الأبحاث إلى أن الوظائف المتوفرة في رسم خرائط الجريمة الشبكية (على شبكة الإنترنت) أقل مما هي عليه في معظم برامج رسم خرائط الجرائم التقليدية. في الختام تركز الأعمال الحالية لرسم خرائط الجريمة الشبكية على دعم الشرطة المجتمعية بدلاً من الوظائف التحليلية مثل تحليل الأنماط والتنبؤ.

## اقرأ أيضا

- الجغرافيا
- الجريمة
- الإحصاء
- تحليل الجريمة
- التنميط الجغرافي

### البرامج والمشاريع
- عرض الجريمة
- الحد من الجرائم باستخدام التاريخ الإحصائي
- محلل الجريمة
- RAIDS اون لاين
- المخاطرة نسخة محفوظة 18 يناير 2022 على موقع واي باك مشين.
- أتاكريدس

### شخصيات
- أندريه ميشيل جيري
- مايكل مالتز

### الوصول العام
- RAIDS اون لاين
- SpotCrime.com
- Trulia ، موقع عقارات أمريكي به خرائط للجريمة
- YourMapper ، خرائط جرائم البيانات المفتوحة
- CitySafe ، خرائط الجريمة للمسافرين والسياح
- Google My Maps -Crime maps
- communitycrimemap.com
- crimemapping.com/map

### عام
- المشاركة العامة PGIS